# Tau Herculis

Tau Herculis (τ Her / 22 Herculis / HD 147394) es una estrella de magnitud aparente +3,89 en la constelación de Hércules.
Situada a 315 años luz del sistema solar, Tau Herculis fue la estrella polar en el año 7400 a. C. —en el período Mesolítico— y volverá a serlo de nuevo en el año 18400.
Catalogada en las bases de datos astronómicas como subgigante de tipo espectral B5IV, otros estudios consideran a Tau Herculis una estrella secuencia principal que sólo ha recorrido 2/3 de su período de fusión nuclear de hidrógeno.
Tiene una temperatura efectiva de 15 000 K y brilla con una luminosidad 700 veces mayor que la del Sol.
Es una estrella relativamente masiva de 4,9 masas solares y tiene un tamaño 4 veces más grande que el del Sol.
Gira sobre sí misma con una velocidad de rotación proyectada de 27 km/s, aunque se piensa que su eje de rotación puede estar apuntando aproximadamente hacia nosotros, por lo que su velocidad de rotación real puede ser muy superior al valor anterior.
Tau Herculis no es una estrella completamente estable, estando considerada una «estrella B pulsante lenta» (SPB), semejante a 53 Persei.
El brillo de Tau Herculis fluctúa aproximadamente un 5 %, reconociéndose dos períodos de 1,15 y 1,28 días.
A poco más de segundos de arco de Tau Herculis se puede observar una estrella, denominada BD+46 2169B, que comparte movimiento propio con ella.
Considerando que realmente forma un sistema binario con Tau Herculis, es una enana roja de tipo M2 —a partir de su magnitud aparente +14,6— separada al menos 650 UA de la estrella principal.